# Marjon Lambriks
Marjon Lambriks (Valkenburg, 5 april 1949) is een Nederlands klassiek geschoold zangeres (sopraan).

## Levensloop
Lambriks heeft zang gestudeerd aan het Conservatorium van Maastricht en bij prof. Paula Lindberg in Amsterdam.
Zij studeerde aanvankelijk voor apothekersassistente, maar tijdens een optreden in een show onder regie van haar vader, die regisseur was van amateurtoneelgezelschappen, werd haar zangtalent ontdekt. In deze show zong zij een parodie op Carmen, dat leidde tot een opleiding aan het conservatorium.
Ook studeerde zij meerdere jaren, samen met Paula Lindberg, die zich ook verder breed wilde bekwamen, aan het Mozarteum in Salzburg.
In 1971 zong zij bij de 'Wiener Kammeroper' en in 1972 bij de 'Wiener Volksoper'
In 1974 ging zij zingen bij de Opera van Wuppertal, maar deed ook nog vele gastoptredens bij de 'Festspiele' van Bregenz, Salzburg (1975) en Zürich (1976). In 1976 trad zij op in het congresgebouw in Den Haag. Bij deze laatste gelegenheid zong zij de rol van Valencienne uit Die lustige Witwe van Franz Lehár.
In Nederland werd zij pas goed bekend rond 1977 door televisieoptredens in KRO's muziekprogramma's met het Weense lied "Wiener Melange". In 1979 ging zij voor de AVRO optreden in een speciaal voor haar ontworpen muziekprogramma, waar beurtelings de muziek van diverse operettecomponisten centraal stonden: Franz Lehár, Robert Stolz en Johann Strauss. Daarnaast werkte ze ook mee aan de concerten onder leiding van Willi Boskovsky 'Ein Abend in Wien', waarbij ze ook regelmatig samen met Rudolf Schock zong.
Bij de Staatsoper zong zij onder leiding van Herbert von Karajan in diverse opera-uitvoeringen. In Nederland was zij in 1976 te zien en te horen in de rol van Zerlina uit Mozarts Don Giovanni.
Vanaf 2003 zong Lambriks ook een aantal keren met een kinderkoor bestaande uit kinderen van verschillende basisscholen in de gemeente Valkenburg aan de Geul. Het kinderkoor stond onder leiding van een vriendin uit Lambriks' jeugd, Mariëtte Odekerken. Odekerken is lerares aan basisschool "De Plenkert". Het kinderkoor bevatte 12 tot 22 kinderen, variërend in leeftijd van 6 tot 17 jaar. Ook heeft Lambriks, samen met het kinderkoor, een kerst-cd opgenomen in de Galaxy Studios in Mol, België. De cd, getiteld Kerst met - Christmas with - Noël avec - Weihnachten mit - Marjon Lambriks, werd opgenomen in 2006 met het strijkorkest Maxemillecorde, o.l.v. Max Smeets. Met Max Smeets als pianist treedt ze nog geregeld op.
Op 5 mei 2010 vierde zij ter afsluiting van haar 40-jarige carrière als opera- en operettezangeres met een optreden tijdens het bevrijdingsconcert in Amsterdam.

## Privé
Marjon Lambriks heeft een dochter uit haar eerste huwelijk. Na een echtscheiding trouwde zij met de Belg Leon Lommaert. Uiteindelijk trouwde zij voor een derde keer.

## Discografie (selectie)
- Strahlend Junge Operette
- Marjon Lambriks zingt Robert Stolz, (1979/ 1982)
- Operette Gala, Lieder der Puszta, (1980)
- Marjon Lambriks Meine schönsten Liebeslieder, (1987)
- Marjon Lambriks & Henk Poort, Operette Gala (2001)